# Jean Alexandre Barré

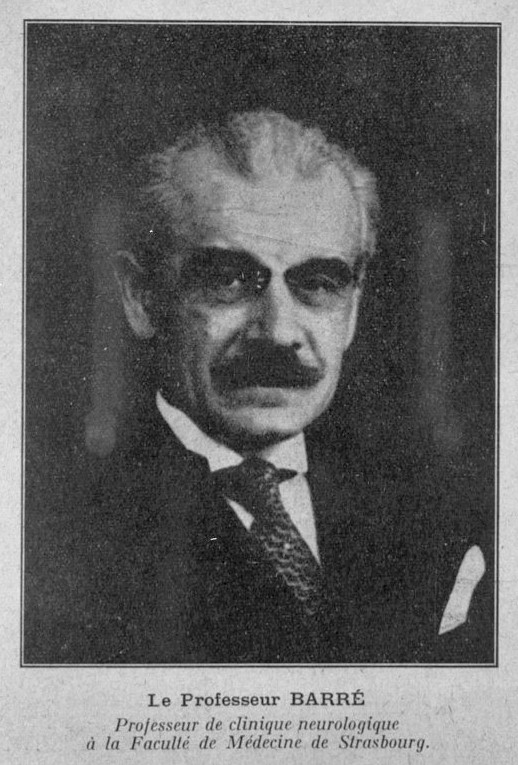

Jean Alexandre Barré (ur. 25 maja 1880 w Nantes, zm. 26 kwietnia 1967 w Strasburgu) – francuski neurolog znany przede wszystkim z udziału w opisaniu zespołu Guillaina-Barrégo w 1916 r.
Podczas I wojny światowej pracował wraz z Georges'em Guillainem jako neurolog dla 6. Armii Francuskiej. W 1919 roku, w wieku 39 lat, uzyskał tytuł profesora neurologii. Jest autorem ponad 800 prac naukowych. Jest również twórcą próby Barré'a, polegającej na poproszeniu pacjenta o wyciągnięcie rąk dłońmi ku górze, a następnie o zamknięcie oczu. Opadanie jednej z rąk wskazuje na uszkodzenie układu piramidowego.